# 장윤문
장윤문(張允文: 1139년~1211년 12월 31일(음력 11월 25일))은 고려의 문신이다. 본관은 목주다. 우방재의 딸이 장윤문의 아버지 검교군기감(檢校軍器監) 장린(張麟)과 결혼했으므로 우학유가 외삼촌이다.

## 이력
- 1139년(인종 17): 태어남.
- 외할아버지의 음서로 관직 생활을 시작함.[1]
- 동도서기(東都書記)로 재직했는데 인사 고과에서 높은 평가(最)를 받아 식목녹사(拭目錄事)로 임명받음.[1]
- 1186년(명종 16): 어떤 사람이 탐라(제주)에 반란이 일어났다고 보고했으나 사실이 아님이 밝혀짐. 하지만 조서를 내린 뒤였으므로 장윤문은 대부주부 행탐라현령(大府注薄 行耽羅縣令)으로 재직함.[2]
- 제릉승 겸 도병마녹사(諸陵丞 兼 都兵馬錄事), 중서주서(中書注書), 권지합문지후(權知閣門祗候), 감찰어사(監察御史), 추부원외랑(秋部員外郞), 충청도점군사(忠淸道點軍使), 기거사인(起居舍人), 경상주도염안사(慶尙州道廉按使), 우사낭중(右司郞中), 소부소감(少府少監) 등 여러 관직을 지냄.[1]
- 1198년(신종 1): 숙직관을 대상으로 하는 공억을 금지하자고 했으나 시행되지 않음.[3]
- 1202년(신종 5): 음력 10월, 탐라(제주)에서 반란을 일으키자 안무사로 나감.[4] 음력 12월, 반란군들을 처형함.[5]
- 1203년(신종 6): 시대부경 우간의대부 지제고(試大府卿 右諫議大夫 知制誥)로 임명받음.[6]
- 희종이 즉위하자 국자감 대사성으로 임명받음.[1]
- 1207년(희종 3): 음력 5월, 국자감시를 주관해 김남석(金南石),  권시위(權時偉) 등을 뽑음.[7] 나이가 많음을 까닭으로 관직에서 완전히 물러남.[1]
- 이인로, 최당(崔讜: 1135년~1211년) 형제 등과 함께 기로회(耆老會)를 조직함.[1]
- 1211년(희종 7): 사망. 향년 일흔세 살.[1]

## 가족
- 할아버지 : 검교첨사(檢校詹事) 장선민(張先敏)
  - 아버지 : 검교군기감(檢校軍器監) 장린(張麟)
- 외할아버지 : 우방재(于邦宰)
  - 어머니 : 목천 우씨(木川于氏)
    - 부인 : 시태부소경(試太府少卿) 여시무(余時茂)[8]의 둘째 딸
      - 자녀 : 1남 4녀